# Mungrisdale
Mungrisdale – wieś i civil parish w Anglii, w Kumbrii, w dystrykcie (unitary authority) Westmorland and Furness. Leży 26 km na południe od miasta Carlisle i 399 km na północny zachód od Londynu. W 2011 roku civil parish liczyła 297 mieszkańców. W obszar civil parish wchodzą także Berrier, Berrier and Murrah, Bowscale, Haltcliffe Bridge, Heggle Lane, Hutton Roof, Mosedale i Murrah.